# Setumuk
Setumuk is een bestuurslaag in het regentschap Natuna van de provincie Riau-archipel, Indonesië. Setumuk telt 310 inwoners (volkstelling 2010).